# پل کرکوریان
پل کرکوریان (انگلیسی: Paul Krekorian؛ زادهٔ ۲۴ مارس ۱۹۶۰) سیاست‌مدار اهل ایالات متحده آمریکا است که از تاریخ ۵ ژانویه ۲۰۱۰ عضو شورای شهر لس آنجلس از حوزه انتخابیه دوم می‌باشد. وی پیشتر عضو مجلس نمایندگان ایالت کالیفرنیا از حوزه انتخابیه ۴۳ام بود.

## زندگی‌نامه
در ۲۴ مارس ۱۹۶۰ در دره سن فرناندو به دنیا آمد و از دانشگاه کالیفرنیای جنوبی و مدرسه حقوق دانشگاه ایالتی کالیفرنیا برکلی فارغ‌التحصیل شد. پل و همسرش تامار صاحب سه فرزند به نام‌های هراگ، اندرو و لوری هستند